# Meleager (generaal)
Meleager (Μελέαγρος Meleagros) was een Macedonische officier die diende onder Alexander de Grote en groot aanzien genoot.
Meleager, de zoon van Neoptolemus, wordt het eerst vermeld tijdens de oorlog tegen de Getae in 335 voor Christus. Bij de slag aan de Granicus in het volgende jaar leidde hij een van de divisies (ταξεις) van de falanx, een post die hij daarna behield tijdens de veldtochten in Azië. Hij werd aangeduid, samen met Coenus en Ptolemaeus, de zoon van Seleucus, om de troepen die naar huis werden gestuurd te leiden om de winter in Macedonië door te brengen, en sloot zich opnieuw aan bij Alexander te Gordium in de volgende zomer.
Meleager was aanwezig tijdens de slag bij Issus en de slag bij Gaugamela, en werd samen met Craterus gestuurd om de vijanden te verslaan die de Perzische passen bewaakten. Hij nam deel aan de slag bij de Hydaspes en in verschillende andere operaties in India.
Ondanks de lange tijd dat hij in dienst was, promoveerde Alexander Meleager niet naar een hogere of meer vertrouwelijke positie, noch nam Meleager deel aan aparte missies van belang.
Na de dood van Alexander in 323 v.Chr. was Meleager de eerste om voor te stellen bij de daaropvolgende vergadering dat ofwel Arrhidaeus of Heracles, de zoon van Alexander en Barsine, tot koning moesten verkozen worden, in plaats dan te wachten tot de zwangere Roxane een zoon zou baren. Volgens de Romeinse historicus Curtius Rufus begon Meleager te schelden tegen Perdikkas' ambities en verliet toen abrupt de vergadering om de soldaten aan te sporen om hen aan te sporen om hun verzet tegen Perdikkas te tonen, die aangeduid werd als regent. De Griekse historicus Diodorus Sicullus zegt dat Meleager de ontevredenheid onder de troepen moest sussen, maar in plaats daarvan zich aansloot bij de muiters.
Meleager nam de leiding op van de oppositie tegen Perdikkas en plaatste zichzelf aan het hoofd van de infanterie, die zichzelf (waarschijnlijk op zijn advies) aansloten bij Arrhidaeus om de troon te bestijgen. Meleager beval de executie van Perdikkas, maar de regent kon dit vermijden. Het grootste deel van de cavalerie, samen met bijna alle generaal, sloot zich aan bij Perdikkas, en verlieten Babylon en sloegen kampen op buiten de stadsmuren. Maar de twee zijden werden verzoend, vooral dankzij de tussenkomst van Eumenes, en er werd overeengekomen dat het koningschap moest worden verdeeld tussen Arrhidaeus en de verwachte zoon van Roxane, en ondertussen werden Meleager en Perdikkas aangeduid als regenten.
Het was onmogelijk dat Meleager en Perdikkas lang vredig naast elkaar konden blijven werken, en Meleager bleek niet op te kunnen tegen Perdikkas. Perdikkas kon Arrhidaeus gevangennemen. Toen bracht hij de eerste slag toe. Het hele leger werd verzameld onder het voorwendsel van een algemeen overzicht. Toen eiste Arrhidaeus, gedwongen door Perdikkas, plotseling de overgave en bestraffing van alle leiders van de recente gebeurtenissen, waarmee hij dus doelde op degenen die zich bij Meleager aansloten. De infanterie werd verrast, 300 van de vermeende muiters werden uitgekozen en geëxecuteerd. Hoewel Meleager niet persoonlijk werd aangevallen, vluchtte hij en zocht zijn toevlucht in een tempel, waar hij op bevel van Perdikkas werd achtervolgd en ter dood werd gebracht.